# Замок Маунтгаррет

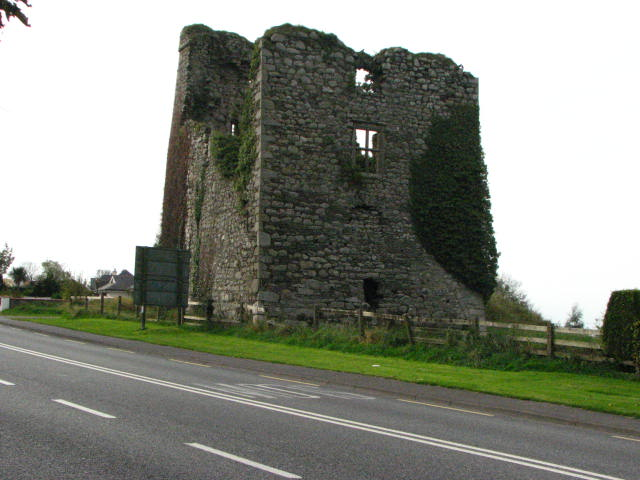
Руїни замку Маунтгаррет.

Замок Маунтгаррет (англ. Mountgarret Castle) — один із замків Ірландії, розташований на межі між графствами Вексфорд та Кілкенні, недалеко від гори Гаррет-Брідж, на пагорбі, з видом на селище Нью-Росс. Нині замок лежить в руїнах.

## Історія замку Маунтгаррет
Замок Маунгаррет являє собою квадратну башту, що частково зруйнована і заросла рослинністю. Замок Маунтгаррет був одним з норманських замків, що охороняли землі та долину річки Барроу. Час побудови замку точно невідомий — замок неодноразово перебудовували. Очевидно, ще в прадавні часи тут були якісь оборонні споруди — замок займав стратегічне положення. Основна забудова, що дійшла до нашого часу датується початком XV століття. Замок був висотою в п'ять поверхів. Одна із стін замку, що простояла 600 років завалилась у 2010 році. Обвал стіни замку вважають великою втратою для культури Ірландії, оголошено грант в розмірі €15,000 на часткову реставрацію замку.
У замку Маунтгаррет в свій час жив Патрік Барретт — лорд-канцлер Ірландії, єпископ Фернс. Він суттєво перебудував замок десь біля 1400 року. Король Англії Генріх VIII дарував замок і землі Маунтгаррет Річарду Батлеру — VIII граф Ормонд. Він суттєво перебудував замок. Потім Річард Баталер отримав титули І віконта Маунтгаррет та І лорда Маунтгаррет у 1550 році за службу каштеляном замку Фернс. Під час повстання за незалежність Ірландії та його жорстокого придушення Олівером Кромвелем замок був конфіскований у віконтів Маунтнаррет за їх підтримку повстанців за незалежність Ірландії. Олівер Кромвель дарував замок Маунтгаррет Вільяму Айворі. Після реставрації монархії замок Маунтгаррет повернули віконтам Маунгаррет у 1666 році. Віконти Маунтгаррет продовжували володіти замком до 1793 року, коли помер ХІІ віконт Маунтгаррет не лишивши нащадків.